# Горбань, Сергей Иванович
Сергей Иванович Горбань (17 июня 1964, с. Пешково Азовский район, Ростовская область) — российский политический деятель, глава администрации Ростова-на-Дону (2014—2016 гг).

## Биография
В 1986 году окончил Минское высшее военно-политическое общевойсковое училище с присвоением квалификации «офицер с высшим военно-политическим образованием, учитель истории и обществоведения».
В 2001 году уволился с должности офицера Главного штаба ВВС РФ. Звание полковник.
С октября 2010 года назначен первым заместителем Главы Администрации (Губернатора) Ростовской области — Вице-Губернатором, Вице-Губернатор Ростовской области.
Решением Ростовской-на-Дону городской Думы от 06.11.2014 № 745 назначен главой Администрации города Ростова-на-Дону.
В октябре 2016 г. оставил эту должность. Работает помощником по думским вопросам председателя комитета по транспорту и строительству у депутата Госдумы РФ Евгения Москвичева.
Женат, в семье двое детей.